# Giv'ot Iron
Giv'ot Iron (hebrejsky: גבעות עירון) je horský pás o nadmořské výšce necelých 200 metrů v severním Izraeli.
Leží na západním okraji vysočiny v regionu vádí Ara (hebrejsky: Nachal Iron), cca 40 kilometrů jihojihovýchodně od centra Haify, cca 8 kilometrů východně od města Pardes Chana-Karkur, cca 15 kilometrů od Středozemního moře.
Má podobu pásu převážně zalesněných kopců, který se táhne v délce několika kilometrů mezi městy Ar'ara, Kafr Kara a Kacir-Chariš. Kromě toho tu leží vesnice Umm al-Kutuf a na východním okraji oblasti též vesnice Barta'a (začleněná nyní do města Basma) a osada Micpe Ilan. Na východě se oblast dotýká Zelené linie oddělující od vlastního Izraele Západní břeh Jordánu. Severním okrajem regionu protéká vodní tok vádí Ara, do kterého od východu ústí vádí Nachal Samtar. Na jižním okraji oblasti je to vádí Nachal Narbeta. Plocha vrchoviny Giv'ot Iron je poměrně řídce zalidněna, ale na jejím okraji se nalézají lidnatá sídla. Díky vysokému podílu lesů je zčásti turisticky využívána. Centrální část podél dolního toku Nachal Samtar ale narušuje rozsáhlý povrchový lom na kámen. Na západě se kopce Giv'ot Iron snižují do v pobřežní nížiny.